# Municipio de Belleview
El municipio de Belleview (en inglés, Belleview Township) es un municipio del condado de Miner, Dakota del Sur, Estados Unidos. Tiene una población estimada, a mediados de 2021, de 60 habitantes.
Abarca una zona exclusivamente rural.

## Geografía
Está ubicado en las coordenadas 44°9′8″N 97°25′49″O / 44.15222, -97.43028 (44.152289, -97.430412). Según la Oficina del Censo de los Estados Unidos, tiene una superficie total de 91.14 km², correspondiente en su totalidad a tierra firme.

## Demografía
Según el censo de 2020, en ese momento había 48 personas residiendo en la zona. La densidad de población era de 0.53 hab./km². El 97.92 % de los habitantes eran blancos y el 2.08% eran de una mezcla de razas. No había hispanos o latinos viviendo en la región.